# Kota Ogino
Kota Ogino (født 2. maj 1997) er en japansk fodboldspiller, som spiller for den japanske fodboldklub Kyoto Sanga FC.